# スティロニキア
スティロニキア Stylonychia は、棘毛目に属する繊毛虫の1属。扁平な身体に後端の3本の刺毛が特徴である。

## 特徴
細胞は細長い楕円形で伸縮しない。また腹背方向に扁平である。大きさは100-300μmと大きめ。周口小膜域は大きくて体の半分ほどにもなる。周縁棘毛列は体の側面に沿って前から後ろまで並ぶが、後端には達しない。体の後端からは特に長い3本の尾棘毛が突き出し、他に面端にも前頭棘毛が3本、横行棘毛もある。背面にはあまり繊毛が生えていない。
なお和名については内田他(1947)ではトゲツメミズケムシが S. mythius に与えられている。これは月井(2010)でも踏襲されているが、この書ではこの種以外の種と属そのものにも和名が与えられていない。他の書でも和名を与えられている例は見ておらず、属そのものへの和名はないものと思われる。

## 生息環境など
湖、ため池、河、水田などに見られる。平地の池沼や田んぼには広く見られる。
水草、コケ、落ち葉などの間によく見られ、泳ぐよりはその表面を這い回っている。その動きについては S. mytilis について時折短い距離を跳躍するように動くといい、また胞嚢を作ることが多いという。

## 類似のもの
似たものは幾つかあるが、本属を見分けるポイントとしては後端に3本長い棘毛がはっきりと突き出している点があげられる。
オキシトリカ Oxytricha は体の側面にある棘毛の列が体の後端まで続いている。また細胞がより柔らかく、運動の際には左右に曲がる。
ユープロテス Euplotes は、全体によく似ているが周口小膜域がより大きくて全長の半分ほどもある。また、周縁の棘毛列を欠き、太い棘毛群のみを持つ。

## 分類
日本では以下のような種が知られる。
- S. mytilus　トゲツメミズケムシ
- S. pustulata